# Pogonomyrmex naegelii
Pogonomyrmex naegelii är en myrart som beskrevs av Auguste-Henri Forel 1878. Pogonomyrmex naegelii ingår i släktet Pogonomyrmex och familjen myror. Inga underarter finns listade i Catalogue of Life.

## Bildgalleri

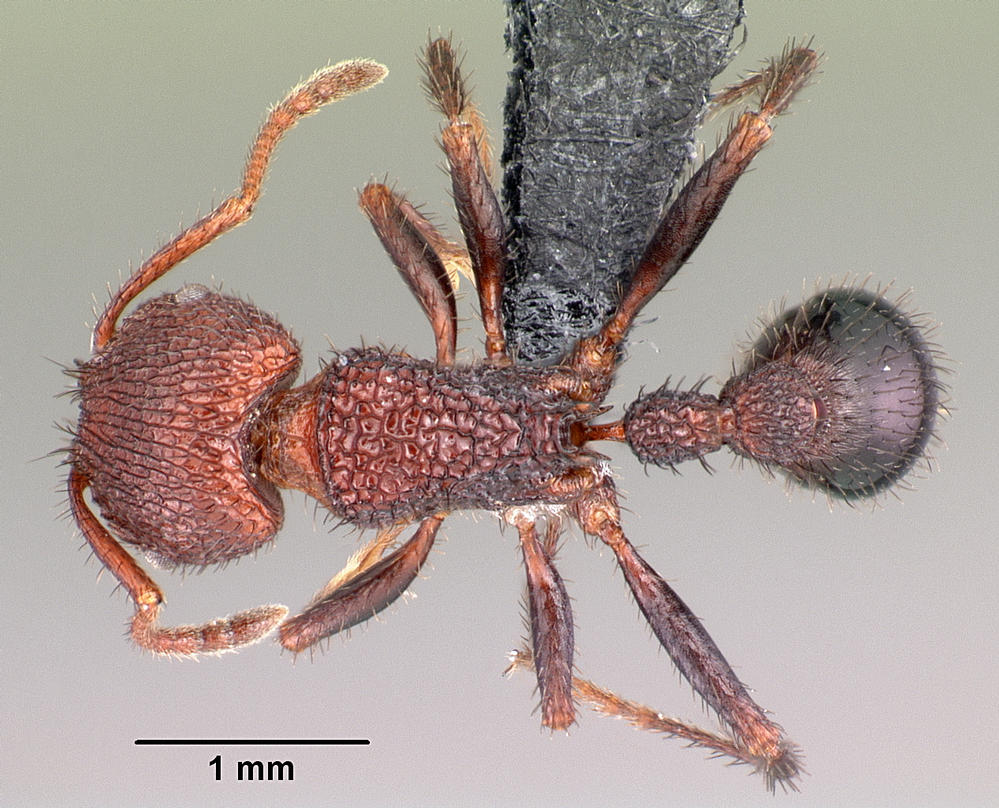
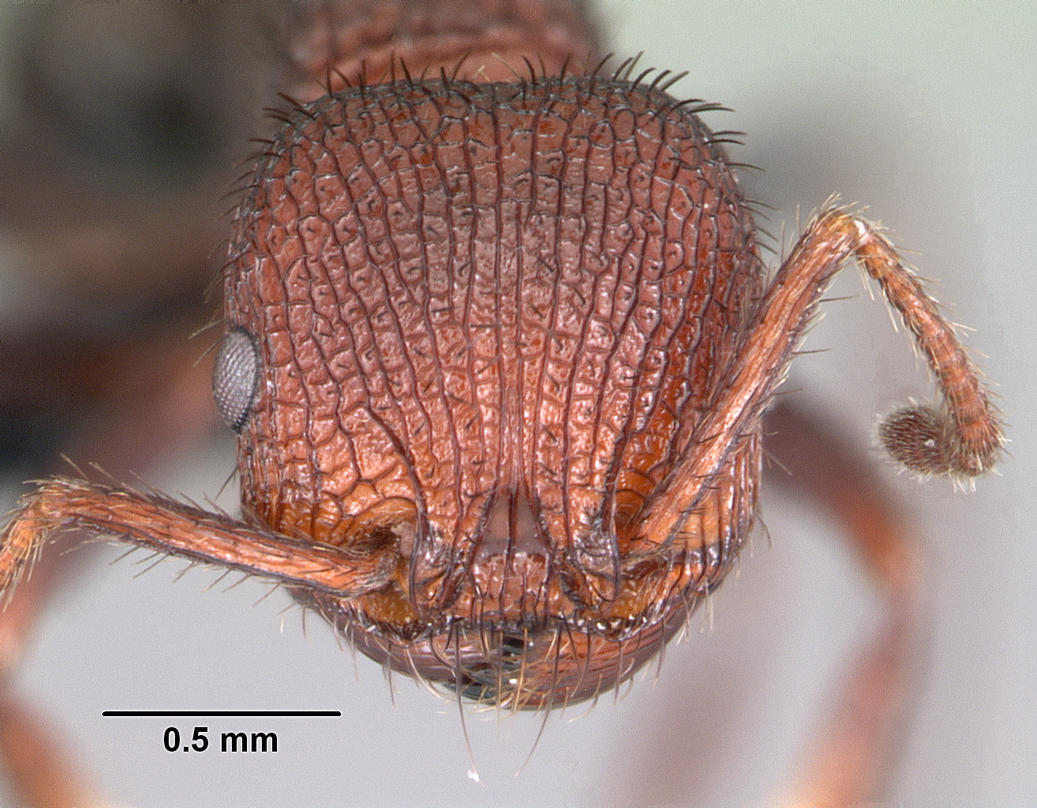
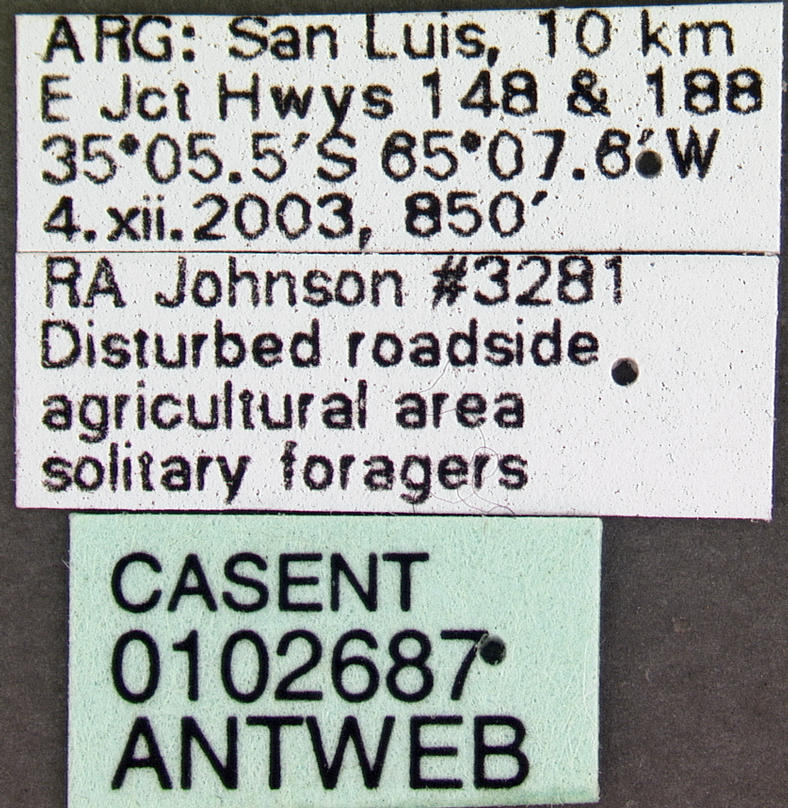
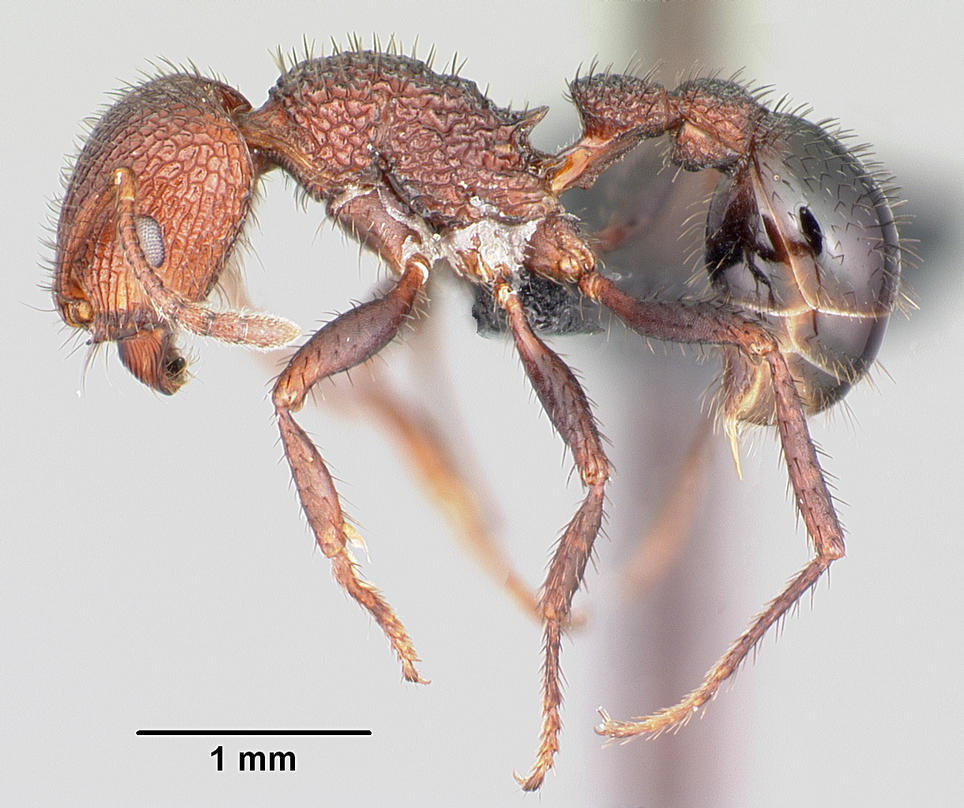
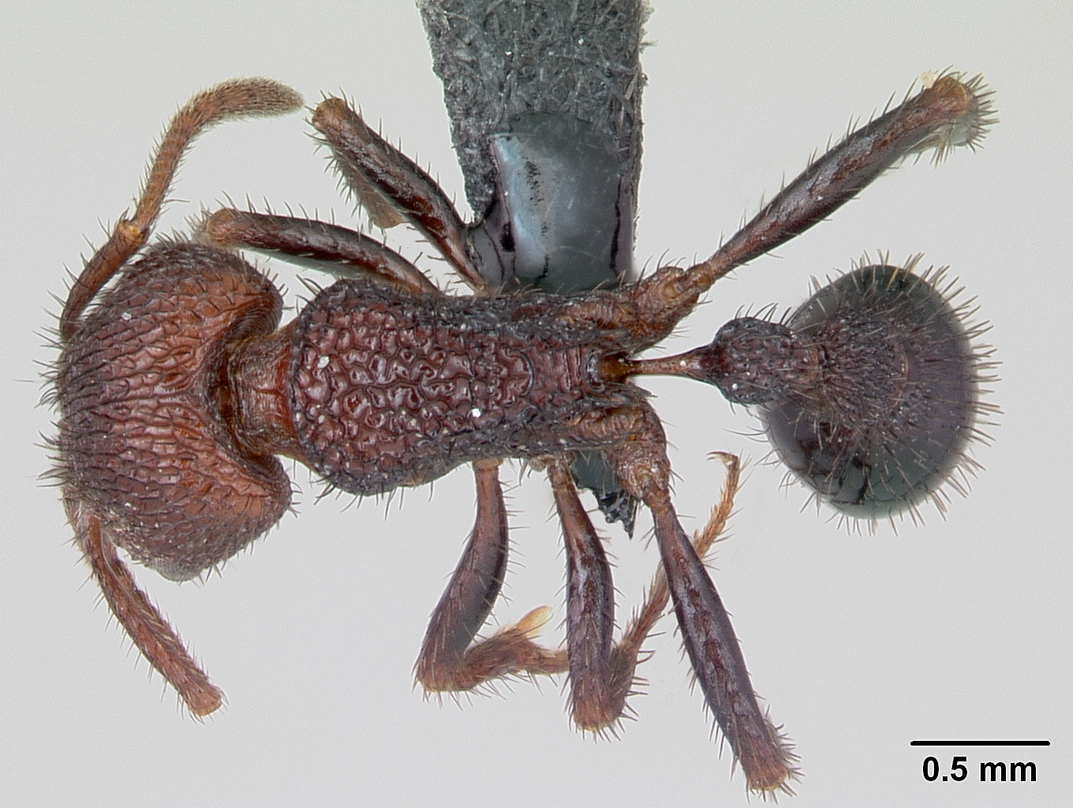
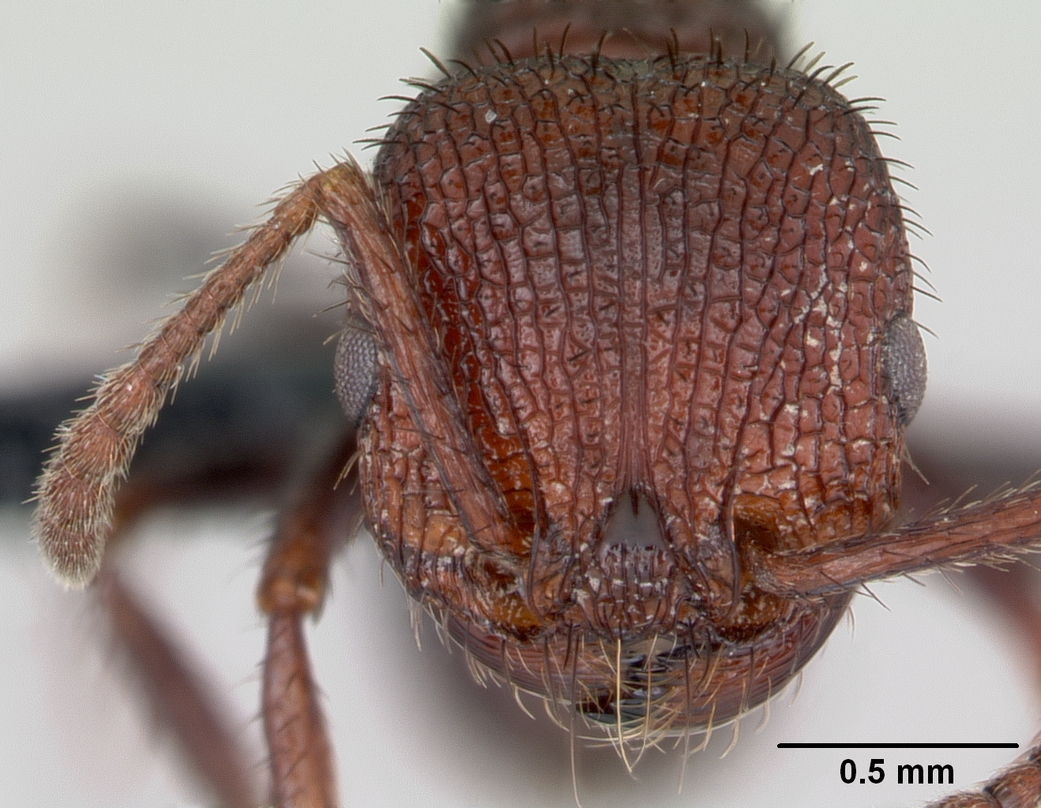